# Мьявади
Мья́вади  — приграничный город в штате Карен на дороге из Моламьяйна в Мэсот (Таиланд). В районе Мьявади естественной границей между Таиландом и Мьянмой является река Мэнаммэй. Через реку сооружён современный мост. Пограничный переход Мьявади—Мэсот является одним из транзитных пунктов международного проекта строительства магистрали Индия — Таиланд.

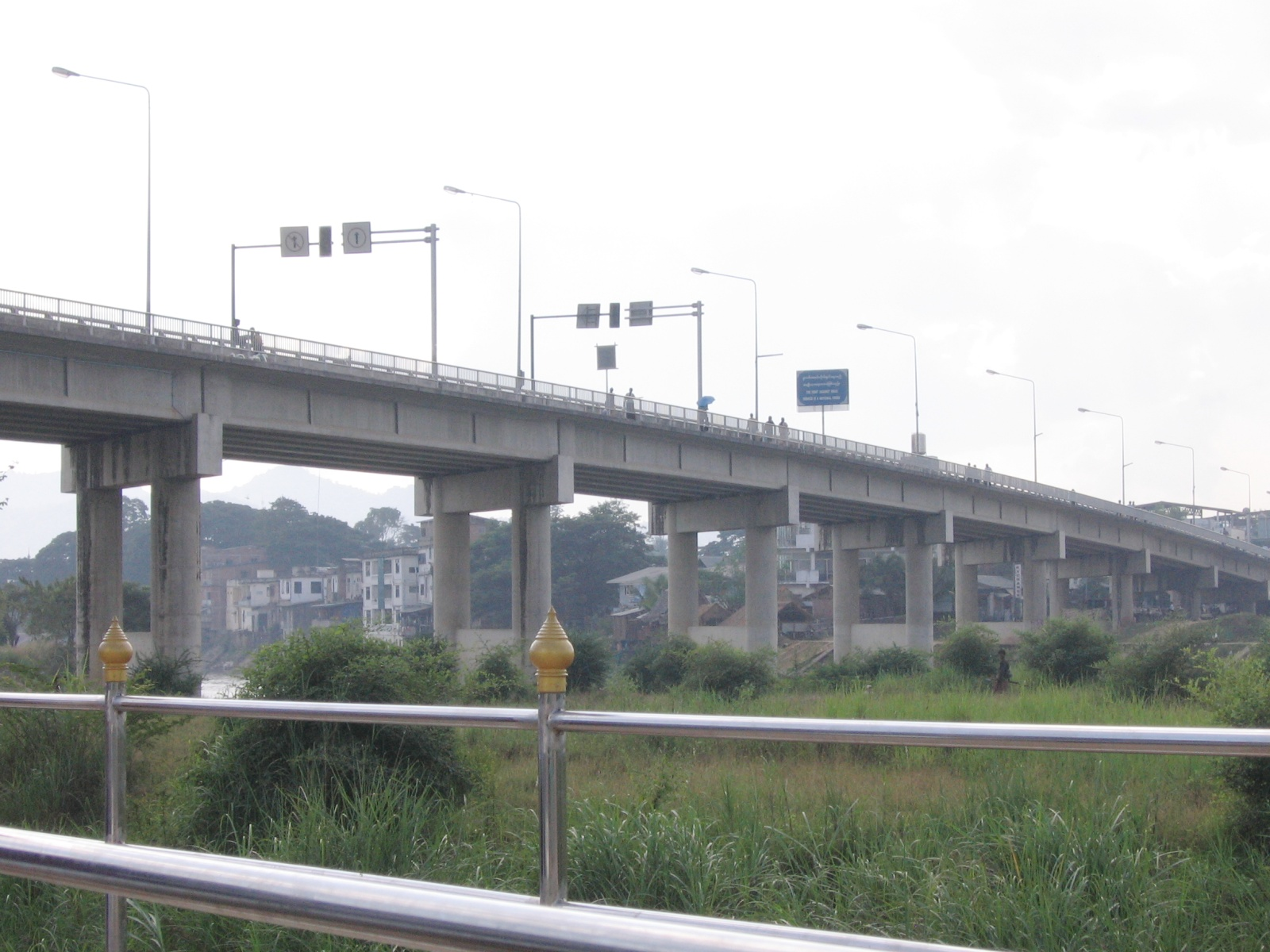
Мост между Мэсот и Мьявади

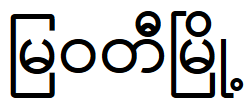
Мьявади мьёу